# Katost-ordenen
Katost-ordenen (Malvales) har mange medlemmer, der kan genkendes på deres spiralstillede, tæthårede blade, som ofte er håndnervede. Barken er ofte sej og fuld af fibre. Bægeret kan være skalagtigt, mens kronen hyppigt er forvredet med talrige støvdragere. Der er mange planter i ordenen, som har ektomykorrhiza. Ordenen omfatter bl.a. nedenstående familier.
| Familier |

- Bixaceae
- Cochlospermaceae
- Cytinaceae
- Dafne-familien (Thymelaeaceae)
- Diegodendraceae
- Dipterocarpaceae
- Katost-familien (Malvaceae)
- Muntingiaceae
- Neuradaceae
- Sarcolaenaceae
- Soløje-familien (Cistaceae)
- Sphaerosepalaceae